# Liste der Biografien/Lek
Liste der Biografien |
Portal Biografien |
Personensuche
# |
A |
B |
C |
D |
E |
F |
G |
H |
I |
J |
K |
L |
M |
N |
O |
P |
Q |
R |
S |
T |
U |
V |
W |
X |
Y |
Z |
?
 
La |
Lb |
Lc |
Le |
Lg |
Lh |
Li |
Lj |
Ll |
Lm |
Lo |
Lp |
Lt |
Lu |
Lv |
Lw |
Lx |
Ly |
Lz
 
Lea |
Leb |
Lec |
Led |
Lee |
Lef |
Leg |
Leh |
Lei |
Lej |
Lek |
Lel |
Lem |
Len |
Leo |
Lep |
Leq |
Ler |
Les |
Let |
Leu |
Lev |
Lew |
Lex |
Ley |
Lez
Die Liste der Biografien führt alle Personen auf, die in der deutschsprachigen Wikipedia einen Artikel haben. Dieses ist eine Teilliste mit 63 Einträgen von Personen, deren Namen mit den Buchstaben „Lek“ beginnt.

## Lek
- Lek Nana (1924–2010), thailändischer Politiker und Geschäftsmann

### Leka
- Leka, Arian (* 1966), albanischer Schriftsteller
- Leka, Dhora (1923–2006), albanische Komponistin, Partisanin und politische Gefangene
- Leka, Paul (1943–2011), US-amerikanischer Songwriter, Pianist und Arrangeur
- Lékai, László (1910–1986), ungarischer Geistlicher, Erzbischof von Esztergom und Kardinal der römisch-katholischen Kirche
- Lekai, Louis Julius (1916–1994), US-amerikanischer Zisterziensermönch, Hochschullehrer und Ordenshistoriker ungarischer Herkunft
- Lékai, Máté (* 1988), ungarischer Handballspieler
- Lekain (1728–1778), französischer Schauspieler
- Lekaj, Adrijana (* 1995), kroatische Tennisspielerin
- Lekaj, Granit (* 1990), schweizerisch-kosovarischer Fussballspieler
- Lekaj, Pal (* 1962), kosovarischer Politiker (AAK)
- Lekaj, Rexhep (* 1989), norwegischer Fußballspieler
- Lekakis, Paul (* 1966), griechisch-US-amerikanischer Sänger, Musiker, Model und Schauspieler
- Lekalakala, Makoma (* 1964), südafrikanische Umweltaktivistin
- Lekamge, Dilhani (* 1987), sri-lankische Speerwerferin
- Lekan, Boštjan (* 1966), jugoslawischer beziehungsweise slowenischer Biathlet
- Lekatsas, Odysseas († 2013), griechisch-australischer Fußballtrainer

### Leke
- Leke, Francis, 1. Earl of Scarsdale († 1665), englischer Staatsmann
- Leke, Rose (* 1947), afrikanische Ärztin
- Lekebusch, Cari (* 1972), schwedischer Technokünstler
- Lekebusch, Louis (1835–1909), deutscher Garnhändler, Kaufmann und Politiker
- Lekens, Joseph (1911–1973), belgischer Eishockeyspieler
- Leker, Jens (* 1963), deutscher Wirtschaftswissenschaftler
- Lekesiz, Gökan (* 1991), deutscher Fußballspieler
- Lekeu, Guillaume (1870–1894), belgischer Komponist

### Lekg
- Lekgetho, Jacob (1974–2008), südafrikanischer Fußballspieler
- Lekgoro, Mpetjane Kgaogelo, südafrikanischer Politiker und Diplomat

### Lekh
- Lekhanya, Justin Metsing (1938–2021), lesothischer General, Premierminister, Verteidigungsminister und Vorsitzender des Militärrates

### Leki
- Leki, Oliver (* 1973), deutscher Diplom-Kaufmann und Fußballfunktionär
- Lekić, Andrea (* 1987), serbische Handballspielerin
- Lekić, Dejan (* 1985), serbischer Fußballspieler
- Lekić, Rajko (* 1981), dänischer Fußballspieler
- Lekic, Robin (* 2002), Schweizer Eishockeyspieler

### Lekj
- Lekjaa, Fouzi (* 1970), marokkanischer Sportfunktionär und Politiker

### Lekk
- Lekka, Aspa (* 1989), griechische Handballspielerin
- Lekkerkerker, Gerrit (1922–1999), niederländischer Mathematiker

### Lekl
- Leklou, Karim (* 1982), französischer Filmschauspieler

### Lekm
- Lekman, Björn (* 1944), schwedischer Eisschnellläufer
- Lekman, Jens (* 1981), schwedischer Musiker

### Lekn
- Leknessund, Andreas (* 1999), norwegischer Radrennfahrer

### Leko
- Leko, Ivan (* 1978), kroatischer Fußballspieler und -trainer
- Leko, Jerko (* 1980), kroatischer Fußballspieler und -trainer
- Leko, Jonathan (* 1999), englischer Fußballspieler
- Leko, Lucija (* 2003), kroatische Leichtathletin
- Lékó, Péter (* 1979), ungarischer SchachspielerPéter Lékó (* 1979)

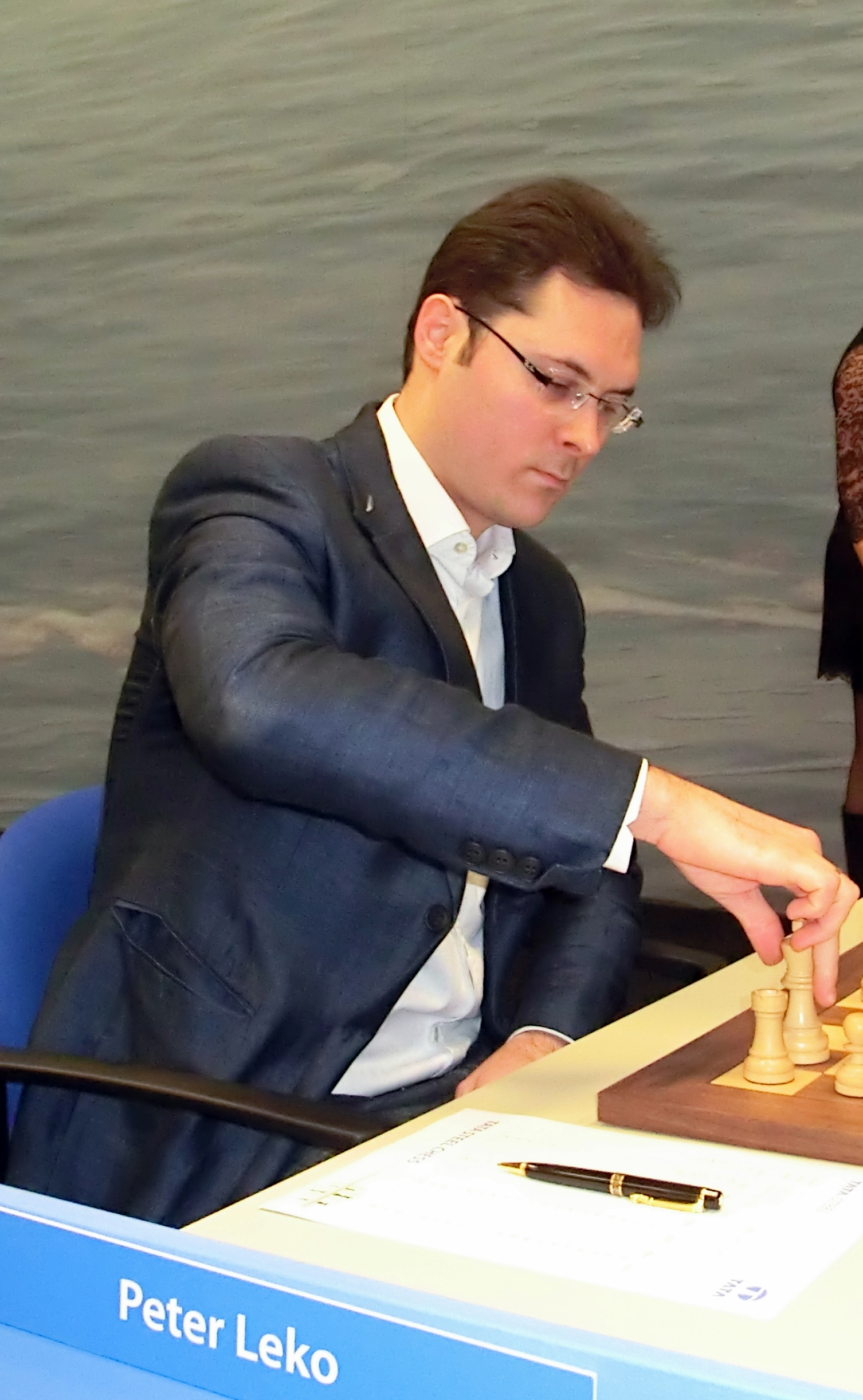
Péter Lékó (* 1979)

- Leko, Stefan (* 1974), deutsch-kroatischer K-1-Kämpfer
- Lekomzew, Iwan Alexandrowitsch (* 1985), russischer Eishockeyspieler
- Lekota, Mosiuoa (* 1948), südafrikanischer Politiker
- Leković, Stefan (* 2004), serbischer Fußballspieler
- Lekovich, Kenka (* 1962), italienische Schriftstellerin
- Lekow, Iwan (1904–1978), bulgarischer Slawist und Linguist

### Leks
- Lekschas, John (1925–1999), deutscher Jurist und Autor
- Lekše, Tajda (* 1965), slowenische Moderatorin
- Leksell, Lars (1907–1986), schwedischer Neurochirurg
- Leksell, Victor (* 1997), schwedischer PopsängerVictor Leksell (* 1997)

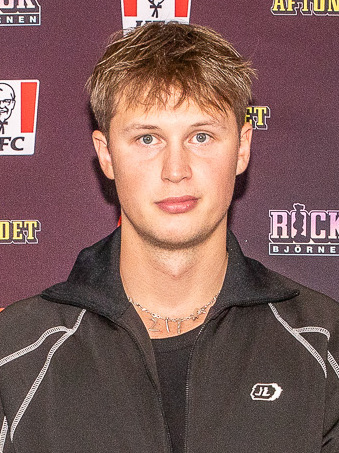
Victor Leksell (* 1997)

- Lekström, Benny (* 1981), schwedischer Fußballspieler
- Lekszycki, Franciszek (1600–1668), polnischer Barockmaler

### Lekt
- Lekthiri, Islem (* 2002), tunesische Siebenkämpferin

### Leku
- Lekue, Iñigo (* 1993), spanischer Fußballspieler
- Lekuraa, Paul Nicholas (* 1972), kenianischer Marathonläufer
- Lekutat, Carsten (* 1971), deutscher Arzt und Medienunternehmer

### Lekv
- Lekve, Friedrich (1904–1956), deutscher Politiker (SPD), Oberbürgermeister von Hildesheim

### Leky
- Leky, Mariana (* 1973), deutsche Schriftstellerin